# Nižší svěcení

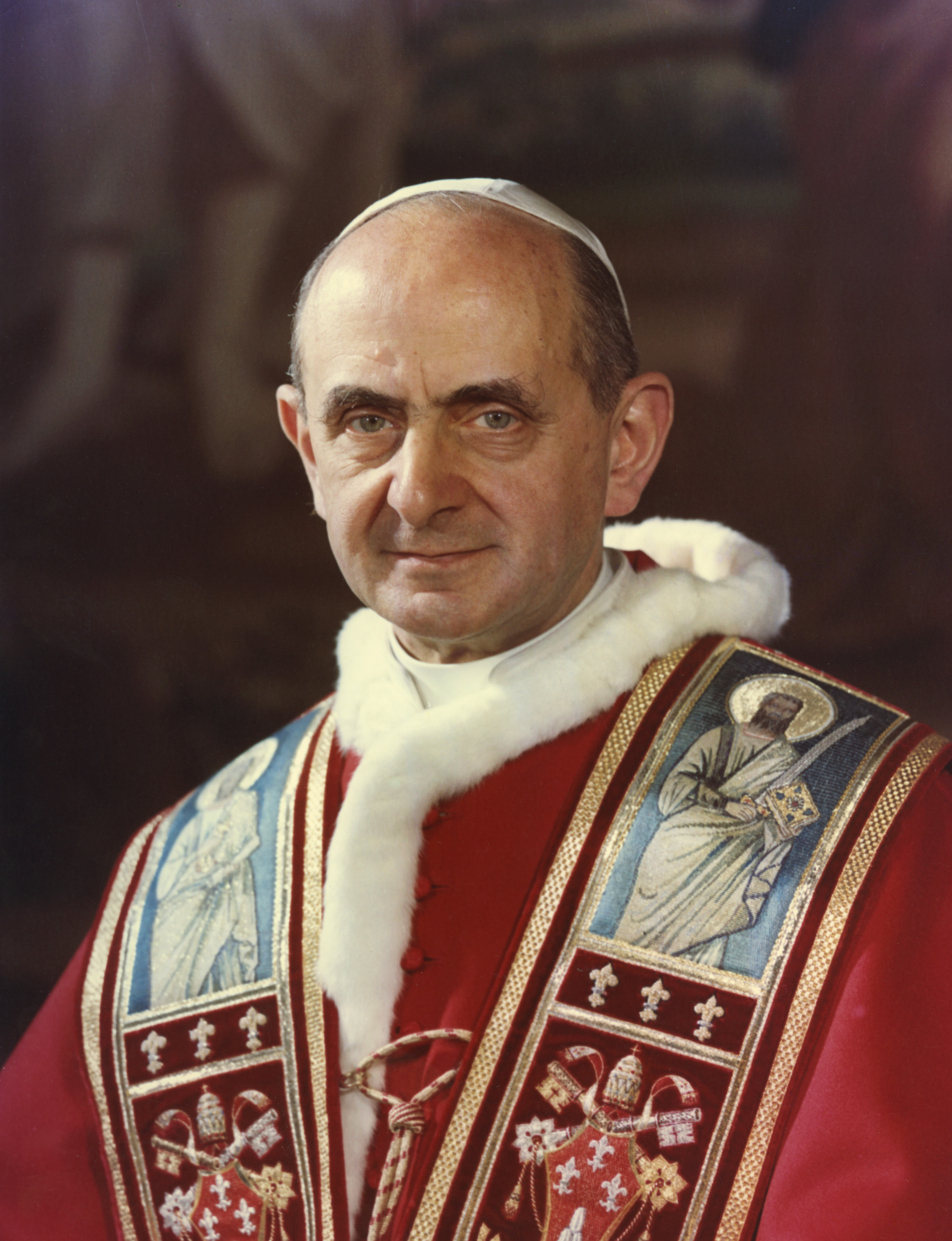
Papež Pavel VI. reformoval systém svěcení v katolické církvi

Jako nižší svěcení (quatuor minores) bylo do roku 1972 označováno v římskokatolické církvi ustanovení osob ke konání určitých činností v církvi, zejména při liturgii, a to pomocného charakteru. 

## Historie
Vzniklo v době, kdy církev prováděla samostatné vysvěcení pro každou z těchto služeb, ale postupem času se vyvinula do předstupně kněžského svěcení bez vykonávání příslušné služby. Rozlišovala se tato nižší svěcení:
Jednotlivé úrovně nižšího svěcení seřazeno vzestupně:
- ostiář – měl od třetího století na starosti otevírání, střežení a zamykání dveří kostela (během konání mše svaté nesměli ve staré církvi vstupovat do kostela nepokřtění) a také varování (v době pronásledování římských křesťanů), že se přibližují vojáci.
- lektor – přednášel od čtvrtého století Písmo svaté, kromě evangelia. Zejména se jednalo o čtení ze Starého zákona.
- exorcista – se svolením biskupa měl za úkol provádět exorcismus (od třetího století).
- akolyta – od třetího století pomáhá celebrantovi jako ceroferář

Nižší svěcení byla v návaznosti na výsledky Druhého vatikánského koncilu apoštolským listem papeže Pavla VI. Ministeria quaedam ze dne 15. srpna 1972 s účinností od 1. ledna 1973 pro zrušena a nahrazena tzv. službami, jimiž už však jsou jen lektorát a akolytát (bez náhrady byl tedy zrušen ostiariát a exorcitát). Stále ale existují v tradičně-katolických společenstvích a rovněž jsou udělovány jejich ekvivalenty u některých neřímských ritů.